# Bragard (Belgique)
Pour les articles homonymes, voir Bragard (homonymie).
Bragard est un hameau belge de l'ancienne commune de Leignon, situé dans la commune de Ciney dans la province de Namur en Région wallonne, c'est un patronyme très présent en Belgique (Vraisemblablement origine Thimister), mais que l'on trouve également en France, surtout dans l'Est.
BRAGARD Belgique est également une société commerciale, filiale de BRAGARD France, spécialisée dans le vêtement professionnel, qui s'est implantée en Belgique vers 1967 sous l'impulsion de son Directeur Général Jean Henri Bragard et qui perdure.